# Messigny-et-Vantoux
 Messigny-et-Vantoux  es una población y comuna francesa, en la región de Borgoña, departamento de Côte-d'Or, en el distrito de Dijon y cantón de Fontaine-lès-Dijon.
Está situada 203 km de Lyon.

## Demografía
| 555 | 630 | 767 | 924 | 1070 | 1254 |
| Para los censos de 1962 a 1999 la población legal corresponde a la población sin duplicidades (Fuente: INSEE [Consultar]) |     |     |     |      |      |